# Прапор Привітного (Кіровський район)
Прапор Привітного — офіційний символ села Привітне Феодосійського району АРК, затверджений рішенням № 31/959 Привітненської сільської ради від 26 квітня 2010 року.

## Опис прапора
Прямокутне полотнище зі співвідношенням ширини до довжини 2:3, що складається з трьох горизонтальних смуг зеленого, червоного та синього кольорів, шириною відповідно 2/5, 1/5 та 2/5 ширини прапора. В центрі прапора герб села Привітне висотою 3/5 ширини прапора. Автор прапора — О. Маскевич.